# Sergio Laganà
Sergio Laganà (* 4. November 1982) ist ein ehemaliger italienischer Radrennfahrer.

## Karriere
Sergio Laganà wurde 2006 Zweiter bei der italienischen Meisterschaft für Elitefahrer ohne Vertrag bei einem internationalen Radsportteam. Im Jahr 2007 erhielt er seinen ersten Vertrag bei einem Professional Continental Team, der Mannschaft Tenax. Im Jahr 2008 gewann er eine Etappe bei der Tour Ivoirien de la Paix und damit sein einziges Rennen des internationalen Kalenders. Nach Ablauf der Saison 2012 beendete er seine Karriere.

## Erfolge
2006
- Italienische Meisterschaft – Straßenrennen (Elite ohne Vertrag)

2008
- eine Etappe Tour Ivoirien de la Paix

## Teams
- 2007 Tenax (Radsportteam)
- 2008 LPR Brakes-Ballan
- 2009 LPR Brakes-Farnese Vini
- 2010 De Rosa-Stac Plastic
- 2011 De Rosa-Ceramica Flaminia
- 2012 Utensilnord Named